# Lipiny (okres Chodzież)
Lipiny je vesnice ve Velkopolském vojvodství, v okrese Chodzież. Má status starostenství a je součástí gminy Margonin. Leží 6 km východně od města Margonin. Přes Lipiny prochází silnice DW 193.